# Kerényi Jenő Emlékmúzeum
A Kerényi Jenő Emlékmúzeum egykori múzeum Szentendre külterületén (Kerényi Múzeum-néven is említik). A múzeum 1978-ban nyitotta meg kapuit. 1990-ben anyagi okokból be kellett zárni. Helyén ma kávézó működik.

## Leírása
A Ferenczy Múzeum filiáléjaként működött, elsősorban Kerényi Jenő magyar szobrászművész alkotásainak bemutatása céljából. A füves-fás domboldalon ma is a művész legismertebb szobrainak másolatai láthatók, az 1978-ban épített üvegfalú pavilonban pedig kisplasztikáit helyezték el, ezek közül a legfontosabbak:
- Keresztelő János (1957)
- Csontváry (1961)
- Próféta (1972)
- Golgota (1972)
- Mózes (1973)
- Dante és Vergilius (1974)

## Külső hivatkozások
- A Ferenczy Múzeum múzeumi hálózata